# Куру (град)
Вижте пояснителната страница за други значения на Куру.
Куру (на френски: Kourou) е град, център на едноименен кантон във Френска Гвиана – отвъдморски департамент на Франция, разположен в Южна Америка.
Населението на града бързо расте. Жителите му са 19 107 души според преброяване от 1999 г.
Край Куру е разположен френски космодрум, наречен Гвиански космически център, използван и като главен космодрум от Европейската космическа агенция.